# Agnes de Glasgow
Agnes de Glasgow (1760–1780) es una mujer ficticia del folclore estadounidense, protagonista de su propia leyenda.
Nacida en Glasgow, Escocia, Agnes siguió a su amante, Angus McPherson, oficial de la Armada británica, a Norteamérica durante la Revolución americana, para ello, viajó como polizón en un barco desde Inglaterra a Charleston, en Carolina del Sur.
Creyendo que la unidad del ejército y por tanto su amante se encontraría cerca de Camden y habiendo oído que podría estar herido, fue recorriendo localidades y campo a través, preguntando hasta morir antes de dar con él. Fue enterrada una noche por Wateree, un rey indígena que había amistad con ella.
La leyenda cuenta que Agnes aún sigue la búsqueda de su amante y su fantasma vaga por los bosques cerca del viejo cementerio cuáquero, donde fue enterrada.
La historia cobró tal importancia que ha recibido atención por parte de los medios de comunicación de Carolina del Sur, así como entre los buscadores de fantasmas de todo Estados Unidos. Los historiadores confirman que la Armada británica llegó a Camden aquel año, pero, al no saber en que mes llegó Agnes a América, no es posible saber si se encontraba en Camden en el momento de su muerte.